# Лахудрик Пенатій
Лахудрик Пенатій — вигаданий персонаж з циклу фантастично-пригодницьких романів Костянтина Матвієнка. Є другорядним містично-комічним персонажем у романах: «Час настав», «Гроза над Славутичем», «Багряні крила», «Добрий шлях», «Відлуння у брамі», «Білий замок на чорній скелі».

## Опис
«На правому плечі в парубка вмостилося створіння, на перший погляд схоже на довгошерстого, сіруватого з рудими підпалинами кота, проте з великими і виразними круглими очима. Замість належних котові лап із кігтиками створіння мало руки, дуже схожі на людські.» («Білий замок на чорній скелі»)

## Відомості
Вперше читач зустрічає Лахудрика на сторіках роману «Час настав», де цей молодий домовичок проживає у квартирі на вулиці Костьольна у Києві і навчається на магістра езотерики. У наступних романах він завершує навчання і допомагає як головним героям у боротьбі зі Злом, так і на постійній осснові асистує Михайлу - архістратигу сил небесних.